# Apogonia orbitalis
Apogonia orbitalis är en skalbaggsart som beskrevs av Conrad Ritsema 1897. Apogonia orbitalis ingår i släktet Apogonia och familjen Melolonthidae. Inga underarter finns listade i Catalogue of Life.